# Гайнарэ Тоттори
«Гайнарэ Тоттори» (яп. ガイナーレ鳥取, англ. Gainare Tottori) — японский футбольный клуб из города Тоттори, в настоящий момент выступает в Джей-лиге 3, третьем по силе дивизионе страны.
Клуб был основан в 1983 году, под именем «Тоттори Тичерс», и за него играли исключительно педагоги. В 1989 году клуб получил своё нынешнее название и за команду стали выступать представители разных профессий. В 2001 году клуб занял первое место в региональной лиге, и получил право с 2002 года играть в Японской футбольной лиге. В 2010 году «Гайнарэ Тоттори» победил в чемпионате Японской футбольной лиге, и получил право в 2011 году дебютировать во втором дивизионе Джей-лиги, первый сезон в Джей-лиге сложился для клуба неудачно, он занял предпоследнее место. Домашние матчи команда проводит на стадионе «Тоттори Банк Бёрд», вмещающем 16 033 зрителя. Слово «Гайнарэ» в названии клуба это словослияние японского слова «Гайна» (великий) и итальянского «Спераре» (надеяться).

## Достижения
- Победитель Японской футбольной лиги (1): 2010.